# Sanchidrián
Sanchidrián község Spanyolországban, Ávila tartományban. Sanchidrián Maello, Velayos, Blascosancho, Pajares de Adaja, Adanero és Muñopedro községekkel határos. Lakosainak száma 708 fő (2024).

## Népesség
A település népessége az utóbbi években az alábbiak szerint változott:
| Lakosok száma | 781  | 762  | 773  | 856  | 845  | 799  | 748  | 716  | 727  | 708  |
|               | 2001 | 2004 | 2006 | 2009 | 2011 | 2014 | 2016 | 2019 | 2021 | 2024 |